# 京都市立朱雀第七小学校
京都市立朱雀第七小学校（きょうとしりつ すざくだいななしょうがっこう）は京都府京都市中京区壬生東土居ノ内町にある公立小学校。

## 沿革
- 1933年（昭和8年）4月1日 - 京都市立朱雀第七尋常小学校として開校[1]。
- 1934年（昭和9年）9月21日 - 室戸台風接近による強風のため校舎が倒壊。多数の児童が下敷きとなった[2]。
- 1935年（昭和10年）6月 - 京都大水害により校舎が被害を受ける[3]。
- 1941年（昭和16年） - 国民学校令により京都市立朱雀第七国民学校と改称[4]。
- 1947年（昭和22年） - 学制改革により京都市立朱雀第七小学校と改称[5]。

## 通学区域
通学区域は、後述する「#朱雀第七学区」の範囲から壬生下溝町の一部を除いたものに、壬生東淵田町・壬生森町の全部と壬生西大竹町・壬生東大竹町・壬生仙念町の一部を加えたものである。

## 卒業後の進路
卒業後は基本的に京都市立朱雀中学校に進学する。

## 交通アクセス
公共交通機関の最寄駅・停留所は以下のとおり。
鉄道
- 京福電気鉄道（嵐電）嵐山本線 西院駅
- 阪急電鉄京都線 西院駅

路線バス
- 京都市営バス 四条御前通停留所

## 朱雀第七学区
朱雀第七学区（すざくだいしちがっく）は、京都市の学区（元学区）のひとつ。京都市中京区に位置する。朱雀第七小学校のかつての通学区域を範囲とする、京都市の地域自治の単位となっている。
朱雀第七学区の名称の朱雀のもととなるのは明治22年（1889年）の町村制施行に伴い、聚楽廻、西京村、壬生村が合併して成立した朱雀野村である。朱雀野村は大正7年（1918年）に西院村の一部と共に京都市下京区（当時）に編入され、編入された区域は下京第34学区となった。
下京第34学区は、昭和4年（1929年）に、学区名が小学校名により改称され、上京区・下京区から、左京区・中京区・東山区が分区されると、朱雀学区となり、中京区に属した。
学区内には、明治37年（1904年）に朱雀野小（のちに朱雀第一小と改称）が創立し、大正元年（1912年）には朱雀野第二小（のちに朱雀第二小と改称）、大正10年（1921年）には松原小（のちに朱雀第三小と改称）、昭和4年（1929年）に朱雀第四小、昭和5年（1930年）に朱雀第五小、昭和7年（1932年）に朱雀第六小、昭和8年（1933年）に朱雀第七小、昭和12年（1937年）に朱雀第八小が創立された。
昭和16年（1941年）に国民学校令の施行により学区の根拠が失われ（京都市の学区そのものは昭和17年（1942年）に廃止）、昭和16年6月に国民学校の通学区域を単位とする町内会連合会が発足。朱雀第七国民学校の通学区域を単位として朱雀第七町内会連合会が設置され、戦後のポツダム政令による解体ののち、住民自治の単位である現在の朱雀第七学区となった。

### 地理
朱雀第七学区は、中京区の南西部に位置し、北側が朱雀第五学区、東側が朱雀第三学区、南側が下京区の光徳学区・七条第三学区、西側が右京区の西院第二学区と接する。区域は、概ね東は七本松通、北は四条通、西は西大路通の一条東の通り、南は五条通であり、壬生を冠称する町の一部から構成される。面積は0.38 平方キロメートルである。

### 人口・世帯数
京都市内では、概ね元学区を単位として国勢統計区が設定されており、朱雀第七学区の区域に設定されている国勢統計区（中京区第9国勢統計区）における令和2年（2020年）10月の人口・世帯数は6,134人、3,297世帯である。

### 朱雀第七学区の通り

#### 東西の通り
- 四条通
- 綾小路通
- 仏光寺通
- 高辻通
- 松原通
- 五条通

#### 南北の通り
- 七本松通
- 西新道
- 御前通
- 天神通
- 西ノ土居通

### 朱雀第七学区の町名
- 壬生森前町
- 壬生下溝町
- 壬生仙念町[町 1]
- 壬生東土居ノ内町
- 壬生西土居ノ内町
- 壬生土居ノ内町
- 壬生東檜町
- 壬生西檜町
- 壬生檜町
- 壬生東高田町

1. ↑  一部が朱雀第五学区に含まれる。

### 交通
鉄道
- 京福電気鉄道嵐山本線（嵐電） 西院駅[注釈 9]

路線バス
- 京都市営バス・京都バス・京阪京都交通 停留所
  - 市立病院前
- 京都市営バス・京都バス 停留所
  - 四条中新道

### 主な施設
教育機関
- 京都看護大学（壬生東高田町）
- 京都市立朱雀第七小学校（壬生東土居ノ内町）

その他
- 京都市立病院（壬生東高田町）

### 歴史
史跡
- 御土居